# Hierodula tonkinensis
Hierodula tonkinensis är en bönsyrseart som beskrevs av Max Beier 1935. Hierodula tonkinensis ingår i släktet Hierodula och familjen Mantidae. Inga underarter finns listade i Catalogue of Life.